# 斯科特·羅伯特森
斯科特·羅伯特森（英語：Scott Robertson；1985年4月7日—）是一位蘇格蘭足球運動員。在場上的位置是中場。他現在效力於蘇格蘭足球冠軍聯賽球隊拉夫流浪足球會。他也代表蘇格蘭國家足球隊參賽。

## 外部連結
- Official Dundee United website profile
- London Hearts profile （页面存档备份，存于）
- 足球数据库：斯科特·羅伯特森的球员统计数据